# 朱富
朱富，小说《水浒传》中人物，朱贵的弟弟，李逵的同乡。李逵下山接老母时被曹太公用酒灌醉捉住，由朱富两兄弟用迷药救出。两人同其师傅李云随李逵一起上了梁山。朱富在梁山负责监造、供应酒醋。受招安后，在征讨方腊时病死在途中。

## 影视形象
- 1983年山东版《水浒》：李剛
- 1998年央视版《水浒传》：程思寒
- 2011年版《水浒传》：袁珉